# Gaetano Recchi (1798-1856)
Gaetano Recchi (Ferrara, 13 dicembre 1797 – Ferrara, 12 aprile 1856) è stato un politico italiano.

## Biografia
Gaetano Recchi, figlio di Luigi e Chiara Bonaccioli vedova Scutellari, rimase quando era ancora bimbo orfano di padre. Frequentò il Liceo di Ferrara ed in seguito i collegi di Bologna e Siena.
Si iscrisse alla facoltà di Giurisprudenza dell'Università di Ferrara ma abbandonò gli studi prima di raggiungere la laurea; si dedicò tuttavia allo studio di una infinità di materie, dalla letteratura alla storia, dalla geografia all'economia, dalla lingua francese alla tedesca, all'inglese. Riuscì ad amministrare le sostanze ereditate dal padre con intelligenza, risollevando il patrimonio familiare che era gravato di debiti. Nel frattempo, con l'avallo della madre, cominciò a viaggiare per visitare Roma e le principali città italiane.
Nel 1829 pubblica il suo primo intervento sulla condizione dell'insegnamento a Ferrara: in questa opera Recchi rileva come la gioventù arrivi impreparata al mondo di lavoro, a causa di uno squilibrio nei programmi scolastici nei quali si predilige lo studio del latino e della retorica a scapito delle materie storiche e scientifiche, con la conseguenza che i giovani spesso si trovano costretti a cercare occupazione nelle amministrazioni pubbliche. Da questa analisi Recchi sostenne l'idea di istituire scuole tecniche, commerciali e agrarie.
Si susseguirono negli anni seguenti la pubblicazione di saggi sull'utilità di un canale navigabile per collegare Ferrara all'Adriatico, un saggio sui pozzi artesiani, sull'agricoltura e la necessità di una zona di libero scambio per i prodotti agricoli nell'area italiana e su una possibile linea ferroviaria tra Ancona ed il modenese.
Durante i moti del 1830-1831 Recchi si impegnò nell'azione politica partecipando ai moti che si svilupparono nell'area emiliana. Assunse l'incarico di segretario del governo provvisorio insurrezionale che si sostituì al potere pontificio, decretando riforme e preparandosi alla formazione di uno Stato delle Province Unite. Purtroppo, il 6 marzo con il ritorno del potere pontificio l'esperienza liberale si conclude e Gaetano Recchi fu costretto a fuggire in esilio in Francia, dove rimase fino al provvedimento di perdono concesso da Gregorio XVI.
Dopo alcuni anni di vita ritirata, dedicata prevalentemente agli studi agricoli, nel maggio 1838 Recchi fu, assieme al conte Alessandro Masi, tra i fondatori della locale Cassa di Risparmio di Ferrara - una delle prime dello Stato Pontificio e d'Italia - che iniziò la sua attività il 5 febbraio 1839.
Gaetano Recchi venne chiamato nel 1847 a rappresentare Ferrara nella Consulta di Stato, un organismo aperto ai laici istituito il 14 ottobre da Pio IX. Composto da ventisei membri, era incaricato di coadiuvare la gestione della cosa pubblica, fino a quel momento di competenza esclusiva del clero. A Recchi venne affidata la presidenza della Sezione finanze.
La Consulta ebbe vita breve perché i moti del 1848 erano ormai prossimi a travolgere le istituzioni e le innovazioni che erano state accolte dal favore popolare, sebbene fossero ispirati al massimo della moderazione, della cautela e della prudenza. Il 12 febbraio 1848 il governo presieduto dal cardinale Bofondi effettuò un rimpasto sostituendo alcuni prelati con laici, ma la proclamazione della Seconda Repubblica Francese provocò nuove agitazioni nello Stato Pontificio e la conseguente caduta del governo. Il 10 marzo toccò al cardinale Antonelli l'incarico di formare il nuovo governo con un maggior numero di laici tra i componenti. A Gaetano Recchi fu affidato il ministero degli Interni e quindi, nella sostanza se non nella forma, la direzione del governo.
Mentre Recchi e il suo governo premevano perché lo Stato Pontificio si decidesse a entrare nella Prima guerra di indipendenza italiana a fianco del Regno di Sardegna, diversa era la volontà di Pio IX, che pronunciò la famosa allocuzione Non semel (29 aprile). Il governo si dimise immediatamente. Gli succedette quello guidato da Terenzio Mamiani (4 maggio 1848). Nel mese successivo Gaetano Recchi venne nominato membro della Camera Alta del Parlamento dello Stato della Chiesa, ma la forte delusione provata per la decisione del Papa lo indusse a ritirarsi a vita privata e a non prendere più parte ai lavori del Consiglio e a non accettare la nomina a ministro offertagli qualche mese dopo da Pellegrino Rossi.